# James Warwick
James Warwick, född 17 november 1947 i Broxbourne, Hertfordshire, är en brittisk skådespelare och regissör. Warwick är främst känd för sina roller i olika TV-produktioner och från framträdanden på Londons West End-scener och på Broadway. 
Warwick har bland annat medverkat i TV-serier som Onedinlinjen och Doctor Who och han har medverkat i flera TV-filmatiseringar av Agatha Christies romaner; Varför bad de inte Evans? mot Francesca Annis, De sju urens mysterium och Den hemlighetsfulle motståndaren, även den mot Francesca Annis - i den sistnämnda spelade de deckarparet Tommy och Tuppence, roller som de upprepade i TV-serien Agatha Christie's Partners in Crime, efter novellsamlingen Par i brott. 
Warwick har också arbetat som röstskådespelare och bland annat givit röst till Qui-Gon Jinn i Cartoon Network-serien Star Wars: The Clone Wars, General Armond Braddock i datorspelet Battlezone II: Combat Commander samt till Qui-Gon Jinn i flera Star Wars-spel. Hans teaterroller inkluderar En idealisk äkta man på Broadway, King Arthur i musikalen Camelot på turné i USA och Brad i The Rocky Horror Show i London.

## Filmografi i urval
- 1971 – Onedinlinjen (TV-serie)
- 1978 – Lillie (TV-serie)
- 1980 – Varför bad de inte Evans? (TV-film)
- 1981 – De sju urens mysterium (TV-film)
- 1981 – Tales of the Unexpected (TV-serie)
- 1981 – The Nightmare Man (TV-serie)
- 1982 – The Bell (TV-serie)
- 1982 – Doctor Who (TV-serie)
- 1983 – Den hemlighetsfulle motståndaren (TV-film)
- 1983–1984 – Agatha Christie's Partners in Crime (TV-serie)
- 1987 – Howards' Way (TV-serie)
- 1988 – Bergerac (TV-serie)
- 1995 – Mord och inga visor (TV-serie)
- 1996 – Babylon 5 (TV-serie)
- 1998 – Life of the Party: The Pamela Harriman Story
- 2001 – Alias (TV-serie)